# Даленбург
Даленбург (нім. Dahlenburg) — громада в Німеччині, розташована в землі Нижня Саксонія. Входить до складу району Люнебург. Центр об'єднання громад Даленбург.
Площа — 49,85 км2. Населення становить 3341 ос. (станом на 31 грудня 2021).

## Галерея

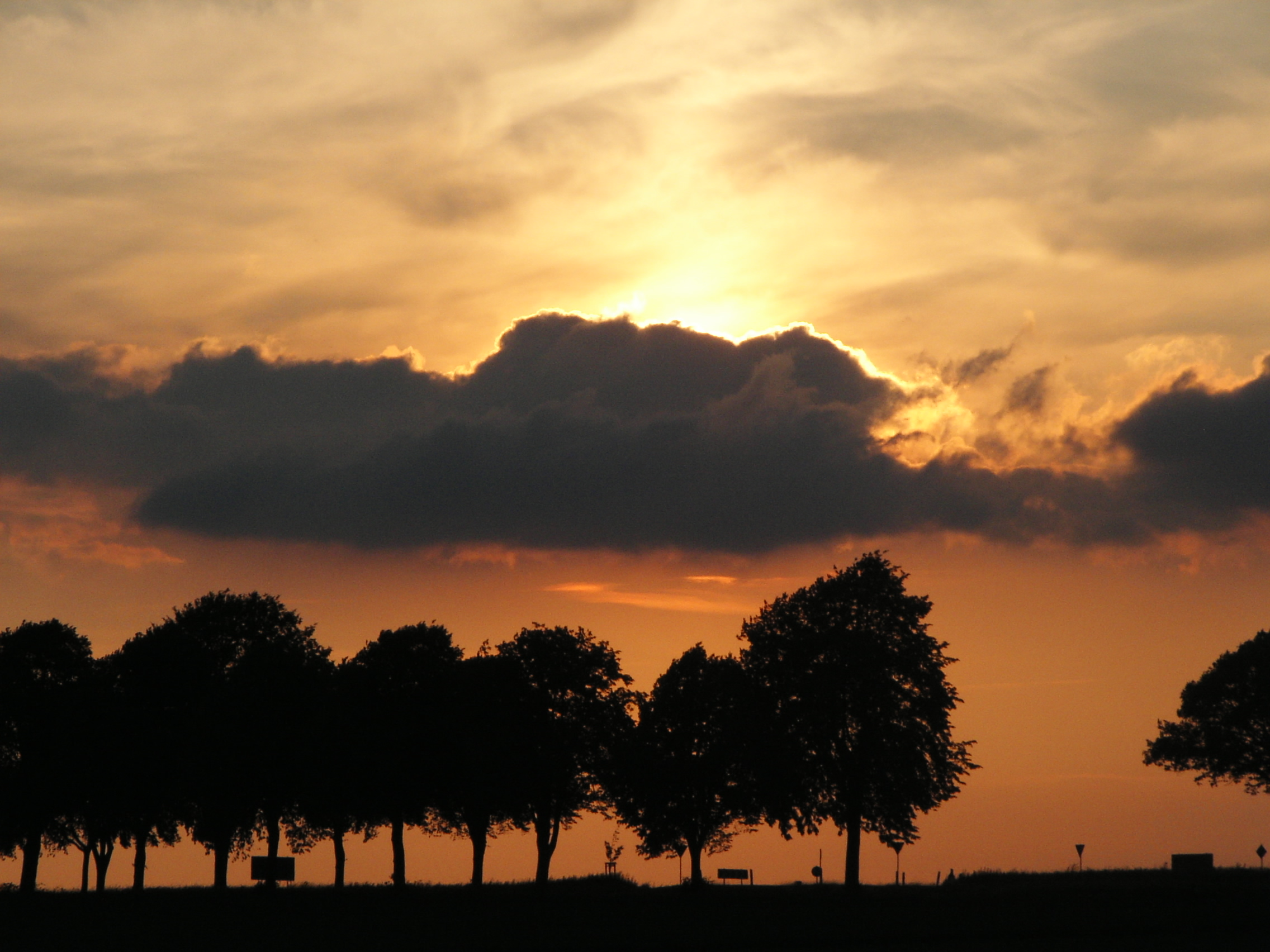
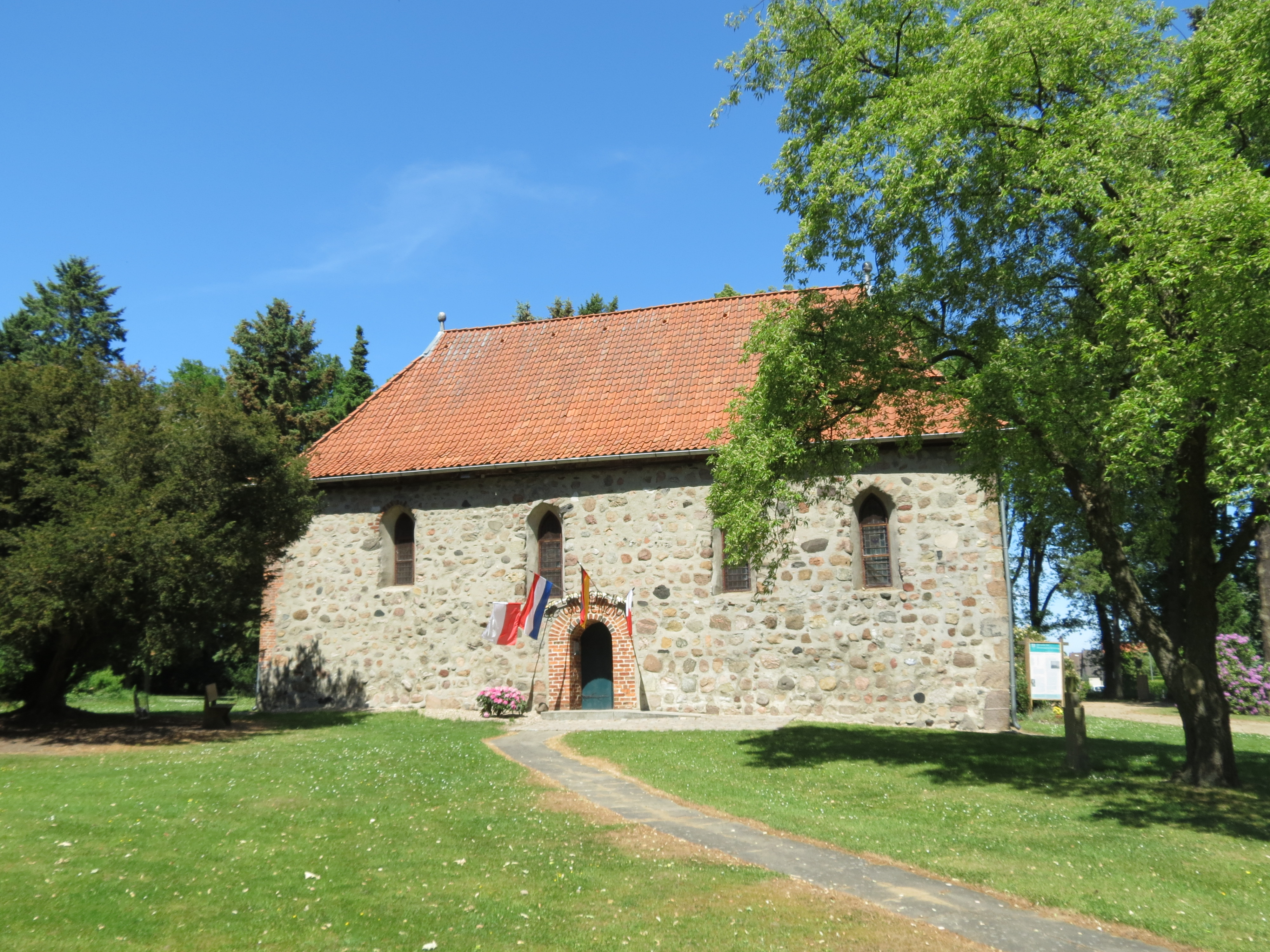
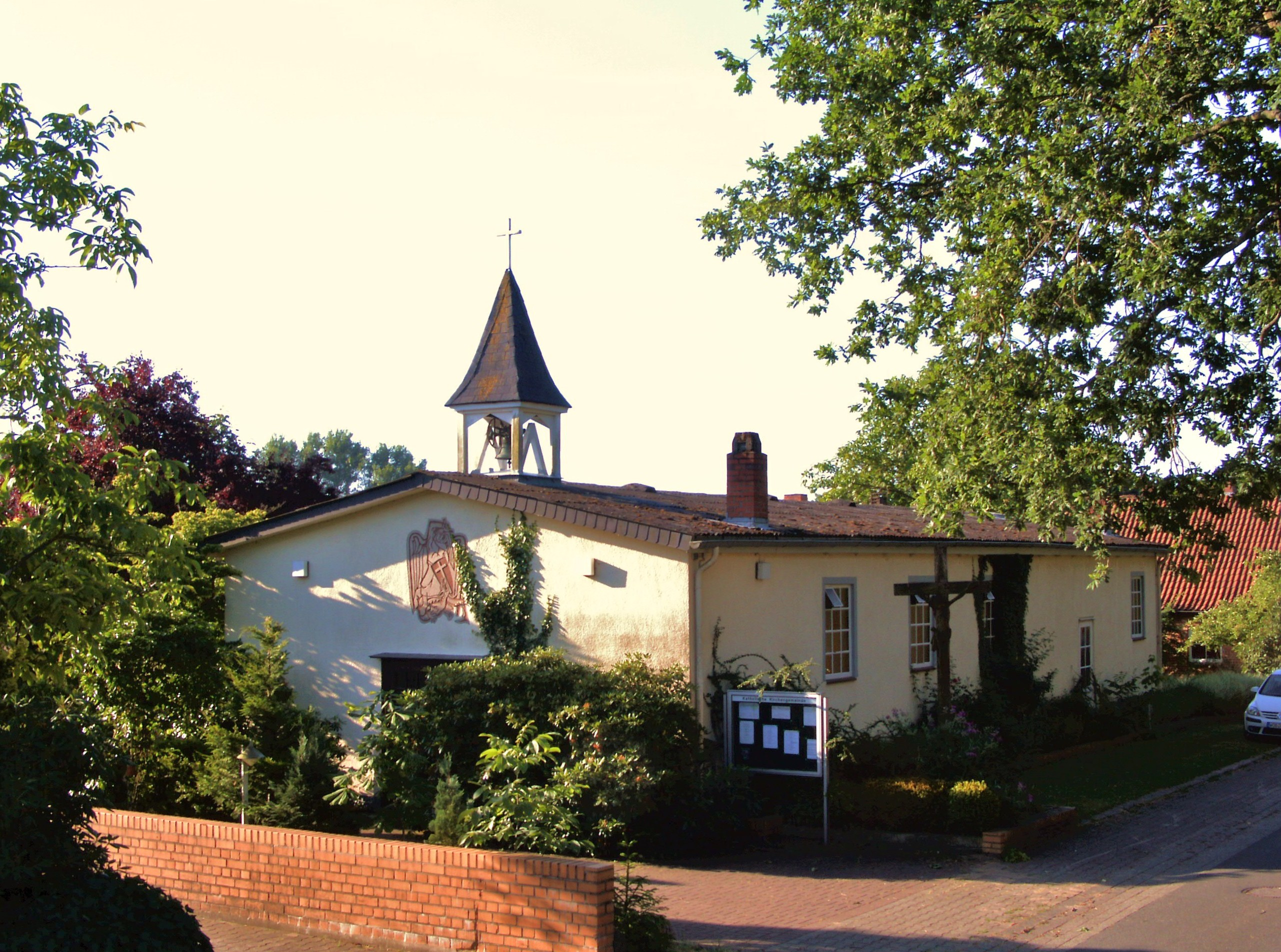